# Issoudun
Issoudun là một xã trong tỉnh Indre, thuộc vùng hành chính Centre-Val de Loire của nước Pháp, có dân số là 13.685 người (thời điểm 1999).

## Nhân khẩu học
| 1962   | 1968   | 1975   | 1982   | 1990   | 1999   |
| ------ | ------ | ------ | ------ | ------ | ------ |
| 13 900 | 15 108 | 15 956 | 14 696 | 13 859 | 13 685 |

## Nhân vật nổi tiếng
- Auguste Borget (1808-1877), họa sĩ
- Maurice La Châtre (1814-1900), nhà văn